# Брокуэй (тауншип, Миннесота)
Брокуэй (англ. Brockway) — тауншип в округе Стернс, Миннесота, США. На 2000 год его население составило 2551 человек.

## География
По данным Бюро переписи населения США площадь тауншипа составляет 125,8 км², из которых 124,0 км² занимает суша, а 1,9 км² — вода (1,48 %).

## Демография
По данным переписи населения 2000 года здесь находились 2551 человек, 864 домохозяйства и 693 семьи.  Плотность населения —  20,6 чел./км².  На территории тауншипа расположено 885 построек со средней плотностью 7,1 построек на один квадратный километр. Расовый состав населения: 99,26 % белых, 0,04 % коренных американцев, 0,31 % азиатов, 0,16 % — других рас США и 0,24 % приходится на две или более других рас. Испанцы или латиноамериканцы любой расы составляли 0,16 % от популяции тауншипа.
Из 864 домохозяйств в 44,8 % воспитывались дети до 18 лет, в 71,4 % проживали супружеские пары, в 3,4 % проживали незамужние женщины и в 19,7 % домохозяйств проживали несемейные люди. 14,7 % домохозяйств состояли из одного человека, при том 3,6 % из — одиноких пожилых людей старше 65 лет. Средний размер домохозяйства — 2,95, а семьи — 3,32 человека.
31,4 % населения — младше 18 лет, 7,6 % — в возрасте от 18 до 24 лет, 32,9 % — от 25 до 44, 21,1 % — от 45 до 64, и 6,9 % — старше 65 лет. Средний возраст — 34 года. На каждые 100 женщин приходилось 111,7 мужчин.  На каждые 100 женщин старше 18 приходилось 115,3 мужчин.
Средний годовой доход домохозяйства составлял 54 375 долларов, а средний годовой доход семьи —  60 625 долларов. Средний доход мужчин —  37 865  долларов, в то время как у женщин — 25 781. Доход на душу населения составил 22 041 доллар. За чертой бедности находились 3,2 % семей и 4,3 % всего населения тауншипа, из которых 6,1 % младше 18 и 7,9 % старше 65 лет.